# Place Charles de Gaulle
Place Charles de Gaulle (tidigare Place de l'Étoile) är en stor öppen plats i västra Paris, där en mängd boulevarder och avenyer strålar samman. Mitt på platsen står Triumfbågen, som runt sig har en stor rondell i mötet mellan avenyerna. Denna stjärnformade kommunikationspunkt anlades i slutet av 1600-talet, på Chaillot-kullen och i änden av Avenue des Champs-Élysées. Sedan 1970 bär platsen sitt nuvarande namn, efter den tidigare presidenten Charles de Gaulle.

## Historik
Place Charles de Gaulle är placerad på en höjd i västra Paris. Denna har historiskt varit känd som Chaillot-kullen, colline Chaillot. 1667 etablerades den raka linje genom Paris som gick från Tuilerierna mot Chaillot-kullen, av Ludvig XIV:s trädgårdsarkitekt André Le Nôtre. Redan 1702 noterade en karta över området platsen som Stjärnkullen (butte de l'Étoile) efter de olika vägarna som redan börjat stråla ut från den öppna platsen.
1836 invigdes slutligen Triumfbågen, efter 30 års byggnadstid och minst ett långt avbrott i processen.
Platsen fick sitt namn i samband med Haussmanns omdaning av Paris mellan 1853 och 1870, när smågatornas Paris omvandlades till en fransk huvudstad med ett stort antal breda avenyer och boulevarder. Dessa bildar tillsammans den "stjärna" som ledde till det tidigare namnet Place de l'Étoile. Byggena kring Triumfbågen planlades från 1854 under ledning av arkitekt Jacques Hittorff.
1970 ändrade platsen namn, från Place de l'Étoile till Place Charles de Gaulle, efter Frankrikes tidigare president Charles de Gaulle. I folkmun är det gamla Place de l'Étoile fortfarande välkänt, och den närmaste tunnelbanestationen bär namnet Charles de Gaulle – Étoile (invigd år 1900).

## Geografi och transporter
Platsen ligger i korsningen mellan tre olika Paris-arrondissement, nämligen de åttonde, sextonde och sjuttonde arrondissemangen. Den är med sina 4,5 hektar det näst största torget/cirkulationsplatsen i Paris, efter Place de la Concorde.

Place Charles de Gaulle i Paris.

Place Charles de Gaulle fungerar som en stor rondell, med en bred väg som löper runtom och med Triumfbågen i mitten. Tolv olika avenyer och boulevarder ansluter till den här rondellen, vägar som i de allra flesta fall anlades under Haussmans omdaning av gatunätet i Paris mellan år 1853 och 1870. Dessa sammanstrålande vägar är följande (räknande motsols):
- Avenue des Champs-Élysées (efter Elyseiska fälten)
- Avenue de Friedland (efter slaget vid Friedland, 1809)
- Avenue Hoche (efter general Lazare Hoche, 1768–1797)
- Avenue de Wagram (efter slaget vid Wagram, 1809)
- Avenue Mac-Mahon (efter marskalk Edme Patrice Mac-Mahon, 1808–1893)
- Avenue Carnot (efter minister Lazare Carnot, 1753–1823)
- Avenue de la Grande-Armée (efter Grande Armée)
- Avenue Foch (efter marskalk Ferdinand Foch), 1851–1929)
- Avenue Victor-Hugo (efter Victor Hugo, 1802–1885)
- Avenue Kléber (efter general Jean-Baptiste Kléber, 1753–1800)
- Avenue d'Iéna (efter slaget vid Jena, 1806)
- Avenue Marceau (efter general François Séverin Marceau, 1769–1796)

Nästan alla dessa trafikleder har namn efter franska generaler eller slagplatser kopplade till den franska historien. Dessa listas ovan inom parentes.
I nära anslutning till platsen finns tunnelbane- och pendeltågsstationen Charles de Gaulle – Étoile.

## Galleri

Utveckling av platsen mellan 1700 och 1860
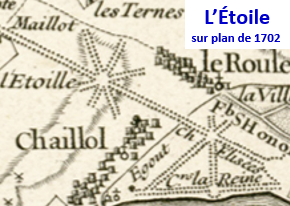
Place de l'Étoile år 1702.
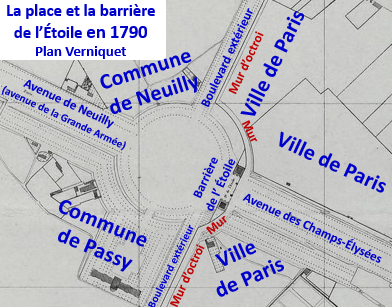
Place de l'Étoile och dess barriär år 1790.
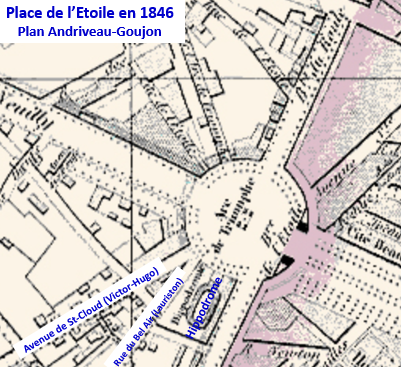
Place de l'Étoile och dess barriär 1846. Hippodromen syns i söder.
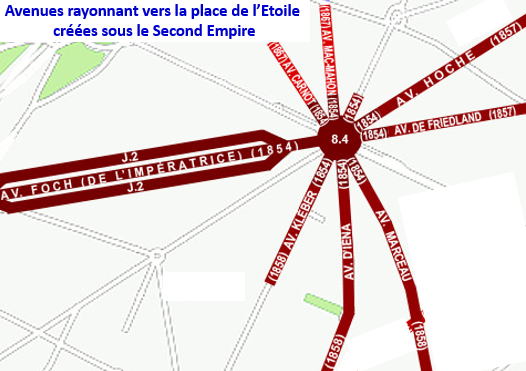
Avenyerna som strålar ut från Place de l'Étoile skapades under Andra franska kejsardömet.